# Francis Bacon (filozof)
Francis Bacon, 1. wicehrabia St Albans (ur. 22 stycznia 1561 w Londynie, zm. 9 kwietnia 1626 w Highgate) znany także jako Bakon Werulamski (ang. Bacon, Lord Verulam) – angielski filozof, jeden z najwybitniejszych przedstawicieli filozofii doby odrodzenia i baroku, eseista, polityk oraz prawnik. Uchodzi za jednego z twórców nowożytnej metody naukowej opartej na eksperymencie i indukcji. Jest też uważany za jednego z twórców empiryzmu.

## Życiorys
Syn wysokiego dostojnika dworu królewskiego, F. Bacon z czasem sam zyskał godność lorda kanclerza. Początkowo zajmował się odnową nauk, jednak jego aspiracje polityczne i światowe były znacznie silniejsze niż naukowe. Studiował w Trinity College na Uniwersytecie Cambridge. Studiował też nauki dyplomatyczne w Paryżu, potem rozpoczął karierę prawniczą. W 1595 r. został członkiem parlamentu, 9 lat później doradcą prawniczym króla Jakuba I Stuarta, następnie naczelnym prokuratorem państwa, lordem kanclerzem i baronem Verulam, aż w 1621 r. wicehrabią St Albans. W wyniku oskarżenia go o przekupstwo został ukarany wysoką grzywną, zakazano mu zasiadania w parlamencie. Bacon bronił się, że brał łapówki od wszystkich stron i nie wpływały one na jego decyzje. Niektórzy badacze twierdzą, że praktyka pobierania łapówek była wówczas powszechna a zachowanie Bacona nie odbiegało od zachowania innych polityków. W okresie wycofania z życia publicznego jego sekretarzem był Thomas Hobbes. W 1626 r. Bacon zaziębił się robiąc eksperymenty na śniegu i zmarł.
Głównym dziełem Bacona jest Novum Organum (1620). Sam tytuł wskazuje na to, że autor świadomie przeciwstawiał swój sposób pojmowania nauki, metody naukowej, takiemu ich rozumieniu, które legło u podstaw Organonu (zbioru prac z zakresu logiki) Arystotelesa. Innym ważnym utworem Bacona jest jego utopia — Nowa Atlantyda (1627).
Jego dzieło De dignitate et augmentis scientiarum libri ix umieszczone zostało w index librorum prohibitorum dekretem z 1668 roku.

## Klasyfikacja nauk

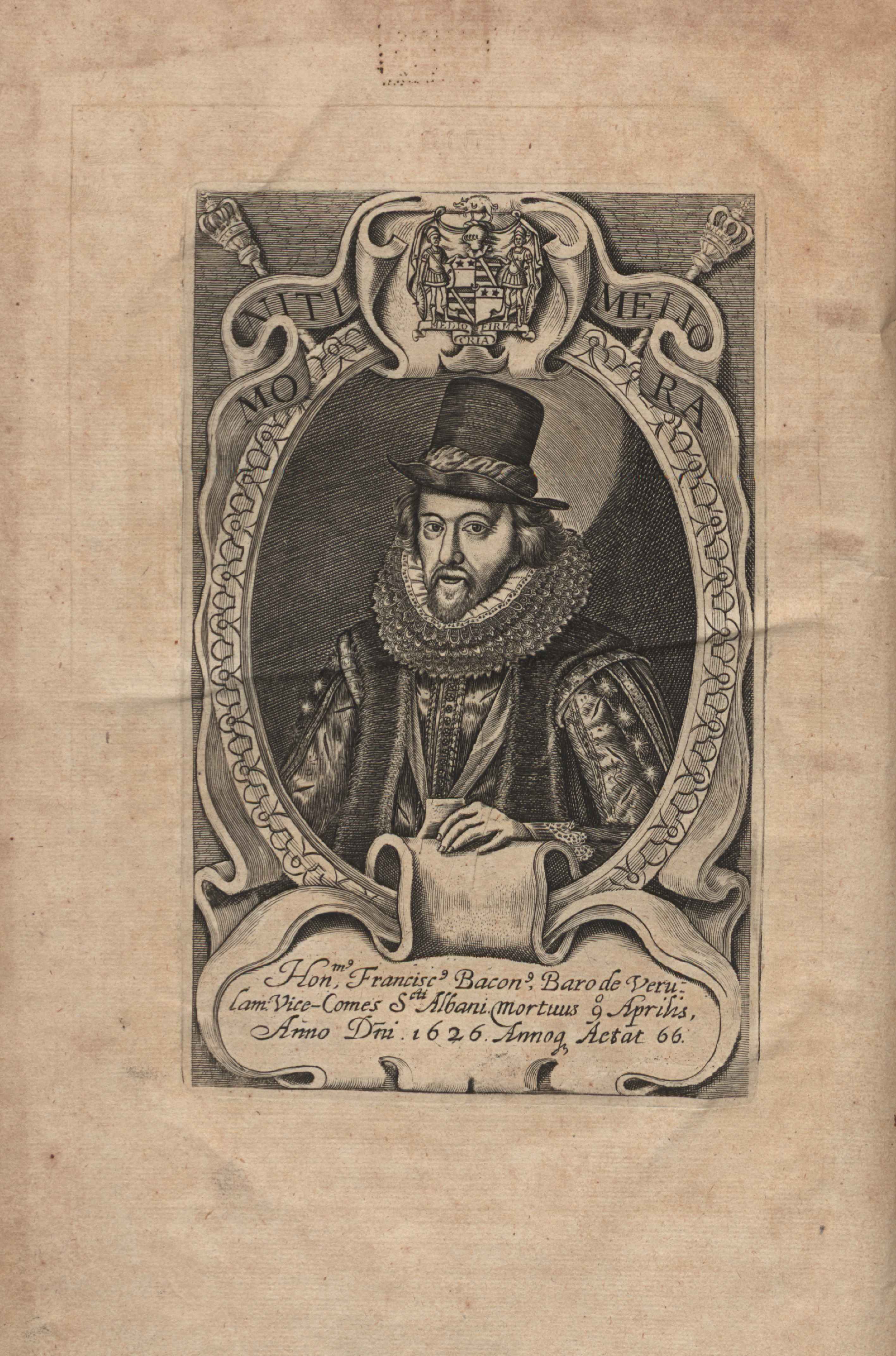
Bacon, Sylva sylvarum

Bacon chcąc objąć w swoich dociekaniach cały zakres nauki, pojmowanej przez niego bardzo szeroko, dokonał przygotowawczego podziału nauk. Podzielił je na trzy grupy ze względu na odpowiadające im władze duszy.
1. historia – pamięć (wszelki opis jednostkowych faktów)
2. poezja – wyobraźnia
3. filozofia – rozum (wszelkie poznanie ogólne – Bóg, przyroda, człowiek)

Bacon nie zajmował się obszernie istnieniem Boga, zakładając, że jest to sprawa wiary. Uważał, że poznanie Boga za pomocą filozofii jest niemożliwe.

### Filozofia przyrody
Bacon dokonuje dwóch podziałów filozofii przyrody. Według pierwszego podziału wyróżniamy:
- filozofię spekulatywną – za pomocą której poznajemy prawa przyrody
- filozofię operatywną – za pomocą której stosujemy prawa przyrody

Zgodnie z drugim podziałem filozofia przyrody dzieli się na:
- fizykę – naukę o tym, jak rzeczy są zbudowane i jak powstają
- metafizykę – naukę o tym, jaka jest ich istota i cel

### Filozofia człowieka
- antropologia – o jednostkach ludzkich. Obejmuje naukę o ciele i duszy człowieka. Z duszą wiązał Bacon logikę (naukę o myśli poznającej prawdę) i etykę (naukę o woli skierowanej ku dobru)
- polityka – o społeczeństwie

## „Tyle mamy władzy, ile wiedzy”
Bacon wyżej cenił wiedzę praktyczną niż czysto teoretyczną. Nauka miała przyczyniać się do poprawy życia człowieka poprzez dawanie mu nowych mocy i wynalazków. Dzięki poznaniu mechanizmów przyrody człowiek będzie mógł zapanować nad nią. Z tego powodu Bacon cenił ze wszystkich nauk najwyżej przyrodoznawstwo – było najbliższe temu celowi. 
Był pod bardzo silnym wrażeniem trzech wynalazków: druku, kompasu i prochu strzelniczego. Uważał, że to one zrewolucjonizowały świat na lepsze.
Jego zdaniem nauka kontemplacyjna była nieskuteczna. Chodzi o to, by zbadać przyrodę, a nie rozmawiać o niej. Z tego powodu za najważniejsze narzędzie nauki Bacon uznał eksperyment.

## Empiryzm Bacona
Bacon rozwinął metodologię empiryzmu. Zamierzał stworzyć taką metodę, która pozwoli odkryć stałe właściwości rzeczy. Poświęcił temu Novum Organum (1620), mające w założeniu być tomem wielkiej pracy reformującej całokształt nauki Instauratio Magna (nie dokończonej).
Bacon za wyjątkowo bezużyteczne narzędzie nauki uznał sylogizm. Zdaniem Bacona trzeba operować doświadczeniem, a nie założeniami. Metodzie sylogizmu Bacon przeciwstawia indukcję – stopniowe uogólnianie wiedzy, zamiast natychmiastowego układania ogólnych twierdzeń na podstawie danych zmysłowych. Właśnie dlatego Bacon twierdził, że „umysłowi ludzkiemu nie trzeba skrzydeł, lecz ołowiu”.
Bacon nie negował znaczenia rozumu w poznaniu. Rozum i zmysły muszą ze sobą współpracować. Taka współpraca daje pewność wiedzy.

### Teoria złudzeń
Bacon uważał, że umysł ludzki jest podległy różnego rodzaju złudzeniom (łac. idola z gr. eídōlon 'widmo; obraz') i warunkiem reformy nauki jest wyzwolenie umysłu od owych błędów i złudzeń. Wyróżnił on cztery rodzaje takich złudzeń (jest to tzw. teoria idoli):
- złudzenia plemienne (idola tribus) – wynikające z natury ludzkiej i wspólne wszystkim ludziom; należy do nich antropomorfizm i doszukiwanie się celowości w świecie; „Idole plemienia mają swe źródło w samej naturze ludzkiej, w samym plemieniu, czyli rodzie ludzkim. Fałszem bowiem jest twierdzenie, że zmysły ludzkie są miarą rzeczy. Przeciwnie, wszystkie percepcje, zarówno zmysłowe, jak i umysłowe, są dostosowane do człowieka, a nie do wszechświata. Rozum ludzki podobny jest do zwierciadła, które będąc nierówne (dla promieni wysyłanych przez przedmioty) swoje właściwości na te przedmioty przenosi, przez co je zniekształca i zmienia.” (aforyzm XLI)
- złudzenia jaskini (idola specus), tak nazwane przez aluzję do  platońskiej alegorii jaskini[13][14] – przesądy jednostek, spowodowane przez indywidualny wpływ wychowania i środowiska; „Idole jaskini to złudzenia jednostki ludzkiej. Albowiem każda jednostka ma pewnego rodzaju jaskinię, czyli pieczarę osobistą, która załamuje i zniekształca światło naturalne. A dzieje się to bądź na skutek właściwej każdemu jednostkowej jego natury, bądź na skutek wychowania i przestawania z innymi, bądź przez lekturę książek i autorytet osób, które się czci i podziwia.” (aforyzm XLII)
- złudzenia rynku (idola fori) – powodowane przez niedokładność, nieadekwatność i wieloznaczność pojęć, niedoskonałość języka; „zły i niezręczny dobór wyrazów w dziwny sposób krępuje umysł. I ani definicje, ani objaśnienia, którymi uczeni w niektórych sprawach zwykle zabezpieczają się i bronią, żadną miarą nie poprawiają stanu rzeczy. Słowa całkowicie zadają gwałt rozumowi, wszystko mącą i przywodzą ludzi do niezliczonych jałowych kontrowersji i wymysłów” (aforyzm XLIII) „najwięcej kłopotu sprawiają idole rynku, które wkradły się do rozumu na skutek związku ze słowami i nazwami. Ludzie bowiem wierzą, że ich własny rozum rządzi słowami; lecz zdarza się także, że słowa swoją siłę odwracają i oddziałują na rozum.” (aforyzm LIX)
- złudzenia teatru (idola theatri) – powodowane przez błędne spekulacje filozoficzne, których wyniki są przyjmowane na mocy autorytetu. „idole, które weszły do umysłów ludzkich z rozmaitych doktryn filozoficznych, a także z przewrotnych prawideł dowodzenia; nazywamy je idolami teatru. Albowiem ile wynaleziono i przyjęto systemów filozoficznych, tyle, naszym zdaniem, stworzono i wystawiono sztuk, które przedstawiają urojone i dla sceny wymyślone światy” (aforyzm XLIV) „idole teatru nie są wrodzone i nie wkradają się do rozumu, lecz przedostają się całkiem otwarcie i zostają przejęte ze scenariuszy doktryn (filozoficznych) i przewrotnych reguł dowodzenia.” (aforyzm LXI)[15]

### Indukcjonizm eliminacyjny
Człowiek może jednak usunąć owe złudzenia. Eksperyment wynagrodzi braki zmysłów, a indukcja złudzenia rozumu. Eksperyment, będąc podstawą poznania, nie może obejść się bez indukcji, ponieważ wymaga uogólnienia. Praca naukowa powinna przypominać pracę pszczół – ma zbierać i przetwarzać co zebrała. Właśnie indukcja ma spełnić zadanie przetwarzania danych. Zajmując się jakimś zjawiskiem, np. chłodem, należy dokonać zestawu trzech wypadków:
1. wypadki, w których ta własność występuje (śnieg, wiatr) tablica obecności
2. wypadki, gdzie tej własności nie ma (słońce, pustynia) tablica nieobecności
3. zestawić wypadki, gdzie ta własność występuje w różnym natężeniu (zależność od szerokości geograficznej) tablica stopni

Zbieranie wypadków jest wstępem do właściwej indukcji, której celem jest znalezienie własności stale wiążących się z danym zjawiskiem. Stałe własności rzeczy są jej istotą (formą)

## Wkład Bacona do rozwoju nauki
Bacon przyczynił się do rozwoju i ukierunkowania nauki poprzez:
- Wyznaczenie konkretnych celów nauki
- Wypunktowanie złudzeń umysłu, ograniczających czyste poznanie
- Zaznaczenie wagi eksperymentu przy wyznaczaniu faktów
- Opracowanie indukcji potrzebnej do uogólnienia faktów

Za życia wzbudzał podziw, że będąc mężem stanu miał czas na filozofię. Po aferze i uwięzieniu został zapomniany. Przypomniano sobie o nim w XVIII wieku, a filozofowie uznali go za swego poprzednika. Kontynuatorzy to J.S. Mill i J. Herschel.

## Dzieła
- 1597: Essays.
  - 1959: wydanie polskie – Eseje.
- 1605: The Advancement of Learning.
- 1620: Novum Organon.
  - 1955: wydanie polskie – Novum Organum.
- 1623: De dignitate et Augmentin Scientiarum.
- 1627: New Atlantis.
  - 1954: wydanie polskie – Nowa Atlantyda.
- Szkice polityczno-etyczne (1909 i 2003)

## Dzieła o Baconie
- W.F. Asmus: Twórcy filozofii burżuazyjnej F. Bacon i R. Kartezjusz. W: Krótki zarys historii filozofii. Pod redakcją M.T. Jowczuka, T.I. Ojzermana, I.J. Szczipanowa. Przeł. Marian Drużkowski i in. Wyd. II, poprawione i uzupełnione. Warszawa: Książka i Wiedza, listopad 1969, s. 156-182. (pol.).
- Kazimierz Leśniak, Franciszek Bacon, Myśli i Ludzie 1961 i 1967
- Tadeusz Kotarbiński „Program Bacona”, Lwów 1932
- Mieczysław Maneli, Wiek XVI-XVIII : Bacon, Winstanley, 1960
- Michał Wiszniewski, Bacona metoda tłumaczenia natury i inne pisma filozoficzne, BKF 1976
- Władysław Tatarkiewicz: Franciszek Bacon. W: Władysław Tatarkiewicz: Historia filozofii. Wyd. 22. T. 2: Filozofia nowożytna do roku 1830. Warszawa: PWN, 2009, s. 25-30. ISBN 978-83-0115174-4. (pol.).
- Bertrand Russell, Dzieje zachodniej filozofii(inne języki)
- Adam Sikora, Od Heraklita do Husserla